# ليديا ديفيس
ليديا ديفيس (بالإنجليزية: Lydia Davis)‏ (15 يوليو 1947) كاتبة وروائية ومترجمة أمريكية لها عده إسهامات في الأدب الفرنسي ولقد فازت بجائزة مان بوكر الدولية عام 2013، وجائزة بن/مالامود 2020.

## روابط خارجية
- ليديا ديفيس على موقع الموسوعة البريطانية (الإنجليزية)
- ليديا ديفيس على موقع مونزينجر (الألمانية)
- ليديا ديفيس على موقع ميوزك برينز (الإنجليزية)